# اهمیت جدی بودن (فیلم ۲۰۱۱)
«اهمیت جدی بودن» (انگلیسی: The Importance of Being Earnest (2011 film)) یک فیلم است که در سال ۲۰۱۱ منتشر شد. از بازیگران آن می‌توان به دانا ایوی، پاکستون وایت‌هد، و سانتینو فونتانا اشاره کرد.